# Ama Ata Aidoo
Christina Ama Ata Aidoo (* 23. März 1942 in Saltpond; † 31. Mai 2023) war eine ghanaische Schriftstellerin und Politikerin. Sie genoss weltweite Anerkennung, ihre Bücher wurden in viele Sprachen übersetzt. Aidoo lebte lange Zeit nach ihrer Zeit als Politikerin in Ghana als Autorin in Simbabwe und in den USA, wo sie auch lehrte.

## Jugend und Ausbildung
Christina Ama Ata Aidoo wurde als Tochter eines Häuptlings der Fante aus Abeadzi Kyiakor in der Central Region Ghanas geboren, das zu diesem Zeitpunkt als Kolonie Großbritanniens den Namen Goldküste trug.
Sie besuchte die Wesley High School in Cape Coast und im Anschluss daran Legon, die Universität von Ghana, wo sie von 1961 bis 1964 Anglistik studierte. An der Universität war sie aktives Mitglied der Theatergruppe und nahm am Workshop für Schriftsteller teil. In dieser Zeit schrieb sie im Jahr 1964 ihr erstes Stück mit dem englischen Titel The Dilemma of a Ghost. Von 1964 bis 1967 lehrte Aidoo selbst an der Universität von Legon.

## Aidoo als Politikerin
Von 1982 bis 1983 war sie unter Präsident Jerry Rawlings Erziehungsministerin Ghanas. Sie verfolgte während ihrer Amtszeit das Ziel, Bildung in Ghana für alle frei zugänglich zu machen, musste jedoch bald feststellen, dass sich ihre Vorstellungen so nicht verwirklichen ließen. Bereits nach 18 Monaten legte sie ihr Amt nieder.

## Ihre Arbeit
Die Werke Aidoos wurden durch die ereignisreiche Geschichte ihres Landes, in dem sie entstanden, geprägt. Aidoo bearbeitete in ihren Stücken immer wieder die Situation der Frauen in Afrika. Auch politische Fragen thematisierte sie und warf religiöse Fragen auf.
So verarbeitet sie etwa in ihrem Buch Die Zweitfrau den Konflikt einer Frau mit höherer Schulbildung mit ihrem weniger gebildeten Ehemann. Diese trennt sich von ihm und verliebt sich in einen muslimischen Mann, der bereits mit einer anderen Frau verheiratet ist. Sie entdeckt die Schwierigkeiten, die irgendwo zwischen dem Wunsch nach Zuneigung, dem Willen nach Selbstbestimmtheit und dem Leben als Zweitfrau stecken.
Die Regisseurin Yaba Badoe drehte 2014 den Dokumentarfilm The Art of Ama Ata Aidoo über die Autorin Aidoo.

## Auszeichnungen
Aidoo gewann für ihre Arbeit 1993 den Commonwealth Writers Prize für das beste Buch (Afrika) für ihren Roman Changes.
Sie wurde in die Anthologie Daughters of Africa aufgenommen, die 1992 von Margaret Busby in London und New York herausgegeben wurde.

## Werke
- The Dilemma of a Ghost (Theaterstück), 1965.
- Anowa (Theaterstück), 1969.
- No Sweetness Here (Kurzgeschichten), 1970, ISBN 1-55861-119-3.
- Our Sister Killjoy or Reflections from a Black-Eyed Squint (Erzählung), 1977.
- Die Zweitfrau (Roman) / Changes, 1991, ISBN 1-55861-065-0.
- The Girl who can and other Stories, African writers series, 2002, Heinemann Verlag, ISBN 978-043591013-6.
- Diplomatic Pounds & Other Stories, 2012.

## Sekundärliteratur
- Edith Kohrs-Amissah: Aspects of Feminism and gender in the novels of three West African Women Writers. Ama Ata Aidoo, Amma Darko, Buchi Emecheta. Books on African Studies, 2001.
- Janheinz Jahn: Who's Who in African Literature. Horst Erdmann Verlag, Tübingen 1972, ISBN 3-7711-0153-0, S. 25f.
- Aidoo, Ama Ata, in: Holger Ehling, Peter Ripken (Hrsg.): Die Literatur Schwarzafrikas. München: Beck, 1997 ISBN 3-406-42033-8, S. 12ff.
- Manfred Loimeier: Wortwechsel. Gespräche und Interviews mit Autoren aus Schwarzafrika. Horlemann, Bad Honnef 2002, ISBN 3-89502-151-2, S. 16–20